# Comunicato di Shanghai

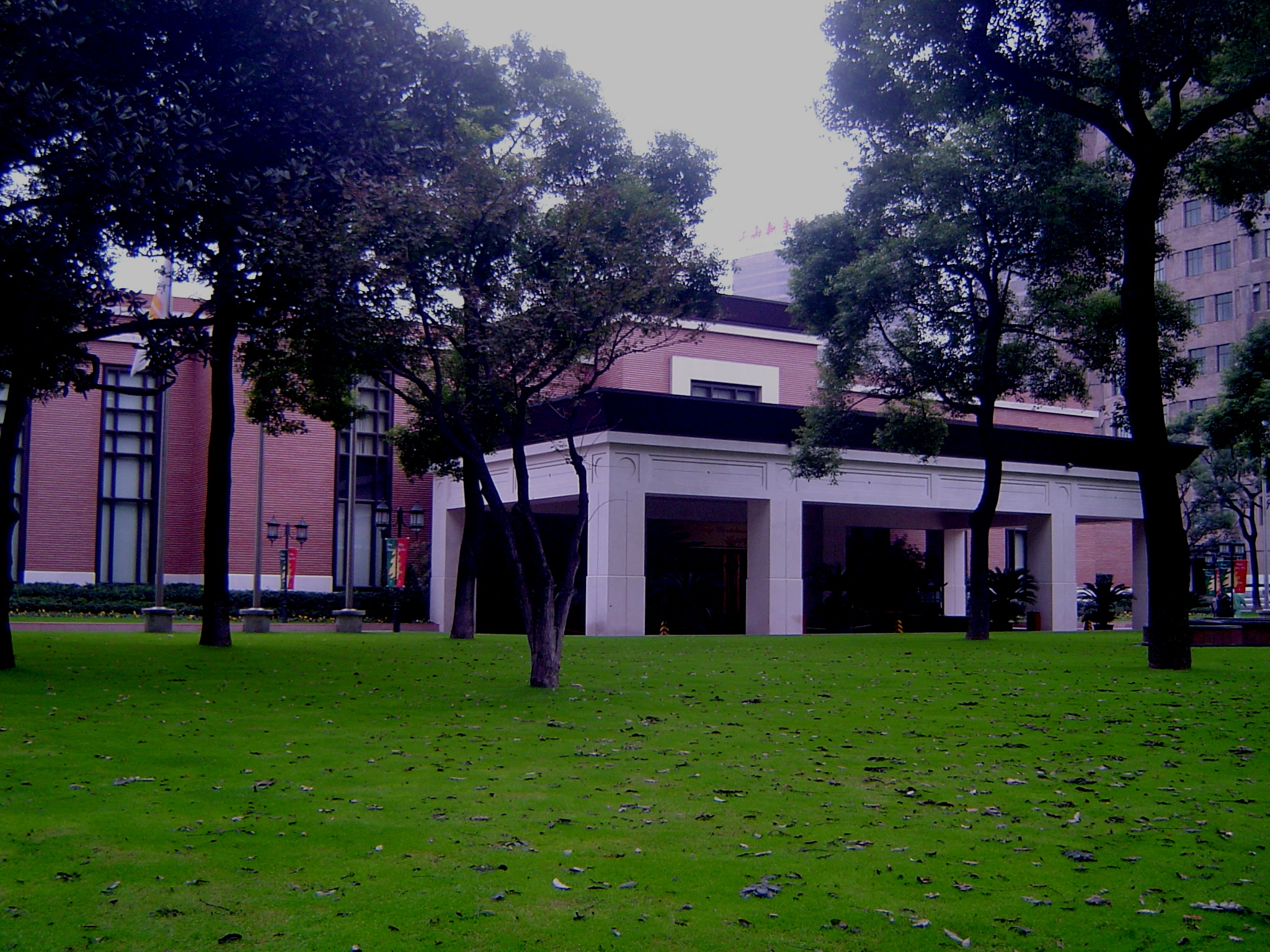
Lo Jinjiang Hotel, dove venne sottoscritto il comunicato

Il Comunicato di Shangai è un documento firmato dagli Stati Uniti e dalla Repubblica Popolare Cinese durante la visita di Nixon in Cina del 1972. Si tratta di un comunicato di notevole rilevanza nella storia delle relazioni internazionali, tra i due paesi, in quanto ha permesso la normalizzazione dei rapporti tra le due potenze, nell’ottica della diplomazia triangolare di Nixon.

## Contenuti
Il comunicato includeva innanzitutto il riconoscimento del principio di una sola Cina, con il quale gli Stati Uniti per la prima volta riconoscevano l’unità della Cina comunista e di Taiwan, dove si era rifugiato il governo nazionalista, eliminando la frattura politico-diplomatica anche in sede di Assemblea generale delle Nazioni Unite, dove ancora negli anni settanta sedeva la Cina nazionalista fuggita a Taiwan. In cambio del riconoscimento di questo principio, la Cina concedeva agli Stati Uniti il riconoscimento della loro supremazia nel Pacifico e si impegnava a contrastare l’eventuale tentativo di espansione dell’area di una terza potenza. Inoltre, il comunicato prevedeva la normalizzazione dei rapporti economico-commerciali tra i due Paesi.